# Johann Lukas Schubaur
Johann Lukas Schubaur (* 23. Dezember 1749 in Lechfeld; † 15. November 1815 in München) war ein bayerischer Komponist und Medizinalrat in München.
Er war Arzt und wurde daneben zu einem erfolgreichen Vertreter des dt. Singspiels der Zeit. In München ist die Schubaurstraße im Stadtteil Obermenzing nach ihm benannt.

## Werke

### Messen
- Missa Solemnis d-Moll (vor 1787)
- Missa e-Moll und G-Dur (um 1790)
- Deutsche Messe Es-Dur (um 1794)
- Missa D-Dur

### Andere geistliche Werke
- Vesperae de Beata d-Moll (vor 1785)
- Lytaniae lauret D-Dur (aus Vesperae de Beata und der Missa Solemnis)
- 4 Psalmi Vespertini d-Moll (Laudate – Laetatus sum – Nisi Dominus – Lauda Jerusalem)
- Singt dem Herrn ein neues Lied, Psalm D-Dur (vor 1808)
- Responsor pro Matutin (27 Gesänge für vierstimmigen Chor mit Orgelbegleitung)
- Dankt dem Herrn, denn er ist freundlich, Psalm 106 (um 1780)

### Kantaten
- Il Sacrificio

### Singspiele
- Melide oder Der Schiffer, zwei Akte; Libretto: Gustav Friedrich Großmann und Christian Gottlob Neefe nach Falbaire; 1782, Uraufführung am 24. September 1782 im Salvatortheater in München
- Die Dorfdeputierten; Libretto nach Carlo Goldoni; Uraufführung am 8. Mai 1783 im Salvatortheater
- Das Lustlager; Libretto: Franz Marius Babo; Uraufführung am 4. August 1784 im Salvatortheater
- Die treuen Köhler; Libretto: Karl Christoph Förster (Heermann); Uraufführung am 29. September 1786 im Salvatortheater
- Die treuen Kohlbrenner; Uraufführung am 26. April 1797 im Freihaustheater in Wien

### Sinfonien
- Sinfonia in D (vor 1790)
- Sinfonia in Eb (vor 1790)
- Sinfonia in B (vor 1790)
- Sinfonia in D# (vor 1790)
- Sinfonia in C (vor 1790)
- Sinfonia in G (vor 1790)

## Zitat
„Auf den Vorwurf, als vertrüge sich mit der ernsten Wissenschaft, wie die Medizin ist, die Übung einer Kunst nicht, die den Ärzten der Vorwelt einst so heilig und heilsam geschienen, mag ich nichts antworten. Wer so leicht urtheilen kann, dessen Kopf muß zu schwer, oder zu leicht seyn.“